# Vitčice (Veliká Ves)
Vitčice (německy Groß Witschitz) jsou malá vesnice, část obce Veliká Ves v okrese Chomutov. Nachází se asi 2,5 km na severozápad od Veliké Vsi. Vitčice leží v katastrálním území Veliká Ves o výměře 17,81 km².

## Název
O původu názvu vesnice nelze vzhledem k častým změnám rozhodnout. Pravděpodobně však prošel podobným vývojem jako název blízkých Vičic. V historických pramenech se jméno vesnice vyskytuje ve tvarech: Widcizicz (1410), Bytczicz (1426), Witcžicze (1545), Wicžicze (1654) a Groß-Witschitz (1787 a 1848).

## Historie
Okolní krajina byla osídlena už v mladší době bronzové, ale první písemná zmínka o Vitčicích pochází z roku 1408, kdy byli obyvatelé vsi za poplatek zproštěni robotních povinností a postaveni pod pravomoc kadaňského soudu. Toto privilegium se během sedmnáctého až devatenáctého století stalo předmětem mnoha sporů.
V patnáctém století vesnice patřila k hasištejnskému panství pánů z Lobkovic. Na počátku šestnáctého století byli jejími majiteli Fictumové. Oplovi z Fictumu byl za falšování peněz roku 1543 zkonfiskován králem Ferdinandem I. veškerý majetek. Panovník potom Vitčice převedl jako splátku dluhu Albrechtu Šlikovi. Šlikové vesnici připojili ke svému krásnodvorskému panství, u kterého zůstaly až do zrušení poddanství.
Když se na začátku sedmnáctého století stal majitelem panství Karel Údrčský z Údrče, přestal respektovat stará vitčická práva a začalo období vleklých sporů o robotní povinnosti. Za účast na českém stavovském povstání byl potrestán ztrátou poloviny majetku, ke které patřil panství Krásný Dvůr i s Vitčicemi, ale roku 1626 je jeho manželka Marie získala od královské komory zpět. Roku 1649 panství koupil hrabě Heřman Černín z Chudenic, ale ani on práva vesničanů neuznal.
Podle berní ruly z roku 1654 byla vesnice po třicetileté válce v dobré stavu, protože pustá byla jen jedna chalupa. Žilo zde devět sedláků, tři chalupníci, jeden zahradník a jeden poddaný bez majetku. Sedláci měli dohromady 33 potahů, 26 krav, čtyřicet jalovic, osmdesát obcí, 77 prasat a tři kozy. Chudším chalupníkům patřily jen dvě krávy a jedno prase. Jeden ze sedláků zároveň pracoval jako krejčí, zatímco jeden chalupník provozoval hospodu. Na polích se pěstovala především pšenice.
Robotní patent z roku 1680 omezil robotní povinnosti, a Černínové se o tři roky zavázali, že je nebudou zvyšovat. Další majitel Jan Procházka však dohodu nerespektoval, a po něm ani další vlastníci. Spory o robotu a náhradu škody probíhaly, pro vesničany neúspěšně, až do druhé čtvrtiny devatenáctého století.
Roku 1793 nebo 1794 došlo k velkému požáru, při kterém shořela celá vesnice včetně mnoha listin. První opravenou budovou byl statek čp. 13, jehož obnovu připomíná letopočet nad vstupem.
Až do poloviny devatenáctého století bylo hlavním zdrojem obživy zemědělství. Obyvatelé chovali dobytek a na úrodných polích se pěstovala pšenice, ječmen, cukrová řepa a pícniny. Ke změně došlo až s rozvojem hnědouhelných dolů v okolních vesnicích a otevření nádraží v roce 1884 na železniční trati Kadaň–Kaštice. Děti navštěvovaly školu v Podlesicích.
Po druhé světové válce počet obyvatel klesl o více než polovinu předválečného stavu. Část původní zástavby byla zbořena na začátku sedmdesátých let dvacátého století a v roce 1975 ji nahradila šestice rodinných domů typu okál. Pole obhospodařovával státní statek ve Veliké Vsi, ale roku 1975 se sloučil se statkem v Radonicích, a ve Vitčicích tak vznikl provoz Vitčice, odštěpný závod Radonice, oborový podnik Chomutov, který zaměstnával většinu obyvatel. Fungoval až do roku 1995, kdy zanikl v důsledku majetkových restitucí.

## Obyvatelstvo
Při sčítání lidu v roce 1921 zde žilo 185 obyvatel (z toho devadesát mužů), z nichž bylo 28 Čechoslováků, 156 Němců a jeden cizinec. Až na dva evangelíky se hlásili k římskokatolické církvi. Podle sčítání lidu z roku 1930 měla vesnice 180 obyvatel: jednoho Čechoslováka, 178 Němců a jednoho cizince. Kromě jednoho člena církve československé byli římskými katolíky.
|                                                                   | 1869 | 1880 | 1890 | 1900 | 1910 | 1921 | 1930 | 1950 | 1961 | 1970 | 1980 | 1991 | 2001 | 2011 | 2021 |
| ----------------------------------------------------------------- | ---- | ---- | ---- | ---- | ---- | ---- | ---- | ---- | ---- | ---- | ---- | ---- | ---- | ---- | ---- |
| Obyvatelé                                                         | 152  | 166  | 160  | 173  | 190  | 185  | 180  | 76   | 90   | 108  | 94   | 70   | 62   | 64   | 44   |
| Domy                                                              | 20   | 20   | 21   | 22   | 24   | 25   | 26   | 27   | —    | 20   | 23   | 23   | 20   | 23   | 24   |
| Počet domů z roku 1961 je zahrnut v celkovém počtu domů Podlesic. |      |      |      |      |      |      |      |      |      |      |      |      |      |      |      |

## Obecní správa
Po zrušení poddanství se Vitčice staly samostatnou obcí v okrese Podbořany, ale roku 1961 už byly při sčítání lidu částí obce Veliká Ves v okrese Chomutov.

## Pamětihodnosti

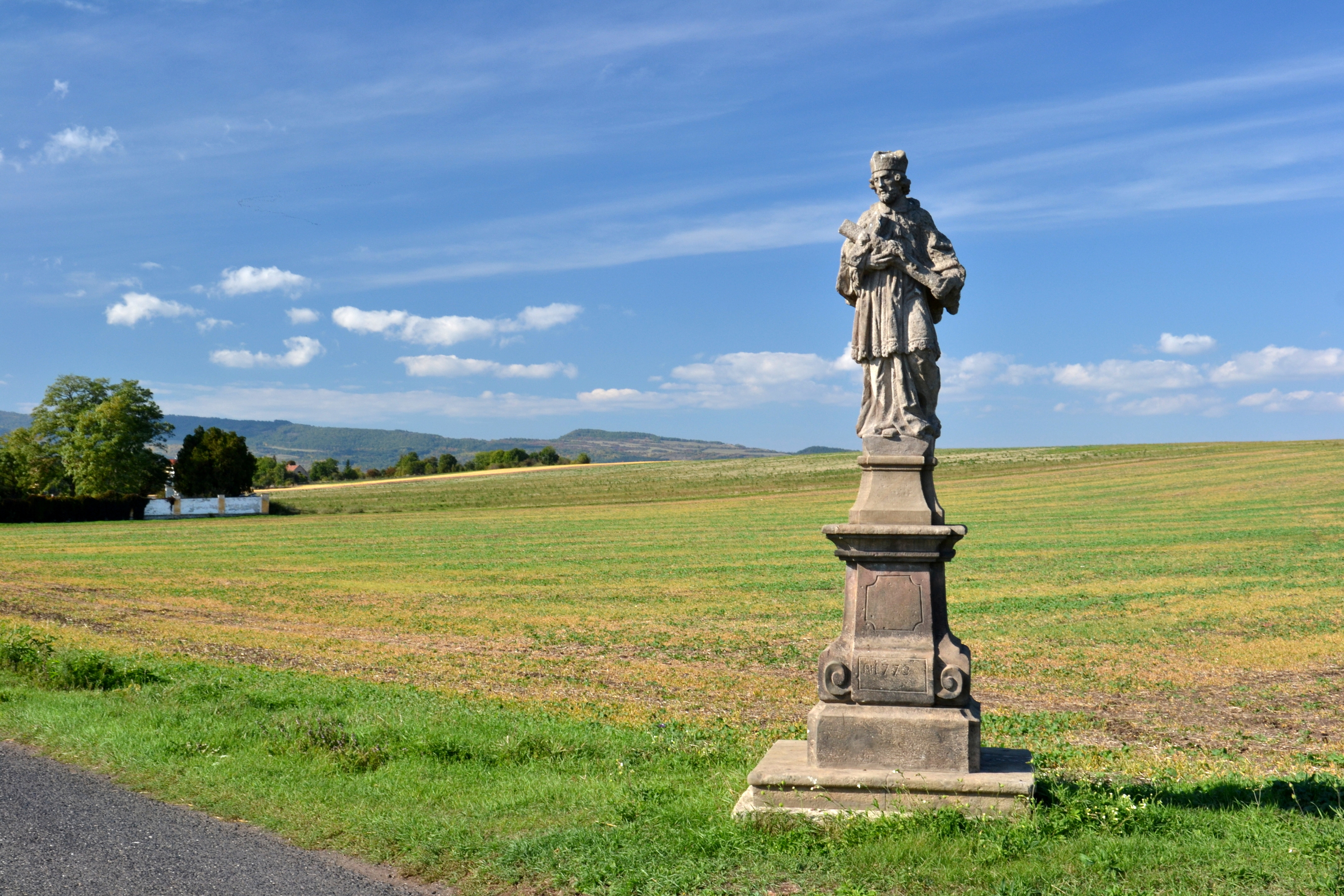
Socha svatého Jana Nepomuckého u bývalé cesty k zaniklé cihelně

- Socha sv. Jana Nepomuckého
- Sloup se sochou P. Marie
- Venkovská usedlost čp. 13